# Pierre Hamp
Henri Bourrillon, mer känd under pseudonymen Pierre Hamp, född 23 april 1876, död 19 november 1962, var en fransk författare.
Hamp utgav efter mönster av bröderna Goncourt och Émile Zola en romanserie, La peine des hommes (1908-), fram till början av 1930-talet omfattande ett dussintal volymer, där han försökte ge en social rundmålninga av samtidens Frankrike med hänsynt till förhållandena inom olika yrkesgrupper. I motsats till förebilderna gav den en genomgående optimistisk syn på livsbetingelserna och utvecklingen. I en senare romanserie, Gens (1917-), ta Hamp mera direkt sikte på de andliga kulturföreteelserna.